# Сцена в саду Раундгей
«Сце́на в саду́ Ра́ундгей» (англ. Roundhay Garden Scene, 1888) — англійський короткометражний фільм Луї Лепренса, перший плівковий фільм в історії кінематографу.
Луї Лепренс зняв самий ранній фільм на целулоїд, використовуючи камеру з єдиною лінзою Le Prince зроблену 1888 року. Фільм був знятий у саду сімейного будинку Вітлі, можливо 14 жовтня 1888 року. У фільмі беруть участь Адольф Лепренс (син Луї Лепренса), пані Сара Вітлі, (теща Луї Лепренса), Джозеф Вітлі та міс Гаррієт Гартлі.

## Сюжет
Адольф Лепренс, Сара Робінсон Вітлі, Джозеф Вітлі і Гаррієт Гартлі прогулюються в саду. Фільм знятий в будинку Джозефа і Сари Вітлі, у Західному Йоркширі, Англія.

## Технічні особливості
- Фільм був знятий на паперову стрічку, покриту фотоемульсією, яку в 1884 році винайшов Джордж Істмен.

## У ролях
- Адольф Лепренс / син Луї Лепренс
- Сара Робінсон Вітлі / теща Луї Лепренс
- Джозеф Вітлі / чоловік Сари Вітлі
- Гаррієт Гартлі

## Цікаві факти
- 24 жовтня 1888 року, всього через десять днів після зйомок, у віці 72 років померла Сара Робінсон Вітлі, теща Луї Лепренс. Вона була похована 27 жовтня.
- 16 вересня 1890 року, отримавши патент на винахід у Лондоні, режисер Луї Лепренс зник, сівши на поїзд Діжон-Париж.
- 1902 року Альфонс Лепренс, старший син винахідника, був знайдений застреленим в Нью-Йорку.
- Фільм «Сцена в саду Роундгей» був знятий за сім років до офіційної дати народження кінематографа (1895).
- Фільм триває 1,66 с (остання версія 2,11 с).